# 2001 FG24
2001 FG24 – planetoida z grupy obiektów przecinających orbitę Marsa. Została odkryta w 2001. Nazwa planetoidy jest oznaczeniem tymczasowym.

## Orbita
2001 FG24 okrąża Słońce w średniej odległości ok. 1,51 j.a. w czasie 1 roku i 318 dni. Asteroida ta nie jest klasycznym obiektem trojańskim. Jest zaliczana do grupy obiektów przecinających orbitę Marsa.